# Battle Born
Albums de The Killers
Day and Age
(2008) Wonderful Wonderful
(2017)
Battle Born est le cinquième album (quatrième album studio) du groupe The Killers, sorti le 17 septembre 2012.

## Pistes
| No  | Titre                                       | Durée |
| --- | ------------------------------------------- | ----- |
| 1.  | Flesh And Bone                              |       |
| 2.  | Runaways                                    |       |
| 3.  | The Way It Was                              |       |
| 4.  | Here With Me                                |       |
| 5.  | Matter Of Time                              |       |
| 6.  | Deadlines And Commitments                   |       |
| 7.  | Miss Atomic Bomb                            |       |
| 8.  | Rising Tide                                 |       |
| 9.  | Heart Of A Girl                             |       |
| 10. | From Here On Out                            |       |
| 11. | Be Still                                    |       |
| 12. | Battle Born                                 |       |
| 13. | Carry Me Home (Deluxe Edition)              |       |
| 14. | Flesh And Bone (Jlc Remix) (Deluxe Edition) |       |
| 15. | Prize Fighter (Deluxe Edition)              |       |